# 河井祐樹
河井 祐樹（かわい ゆうき、2002年10月5日 - ）は、ジャパンラグビーリーグワンのクリタウォーターガッシュ昭島に所属するラグビーユニオン選手。

## 略歴
愛知県立名古屋西高等学校を経て、中京大学に進む。
大学3年時に、大学選手権（全国大学ラグビーフットボール選手権大会）に出場した。
2025年2月25日、ジャパンラグビーリーグワンのクリタウォーターガッシュ昭島への加入を発表した。